# Иван Ефремов
Иван Антонович Ефремов е руски (съветски) писател и учен (биолог и геолог).

## Биография
Роден е на 22 април 1908 г. в село Вырица, Царскосельский уезд, Петербургска губерния, Русия. (Още като юноша „скрива“ истинската си година на раждане, за да започне работа по-рано. Оттогава във всички свои автобиографии вписва като година на раждане 1907 г. Друго подобно разминаване е бащиното му име – то всъщност е Антипович, но поради случайна грешка става известно като Антонович.)
В 1914 г. семейството му се премества в Бердянск, където той завършва гимназия. През 1917 г. родителите му се развеждат. През 1919 г. майка му заедно с децата се премества в Херсон, омъжва се за командир в Червената армия и отпътува с него, оставяйки децата на тяхна леля, която скоро умира от тиф. Иван се присъединява към червеноармейска авторота, и служи в нея до 1921 г. След демобилизирането си отива в Петроград с твърдото намерение да учи, и с безкористната помощ на учителите завършва училище за две и половина години.
За да се издържа по време на ученето, Иван Ефремов работи като хамалин на гара, резач на дърва, помощник-шофьор и шофьор нощна смяна. През 1923 г. полага успешно изпит в Петроградската мореплавателна школа за щурман каботажно плаване, и след като завършва училище през 1924 г., отплава за тихоокеанското съветско крайбрежие като навигационен матрос.
След кратко време се завръща в Ленинград. Постъпва в биологичния факултет на Ленинградския държавен университет. След завършването му участва в многобройни палеонтологически експедиции по Поволжието, Урал и Средна Азия. От началото на 1930-те години участва и в геоложки експедиции из Урал, Сибир и Далечния изток. През 1935 г. завършва задочно Ленинградския планински институт. През същата година става кандидат, а през 1941 г. – доктор на биологическите науки. Работи като завеждащ лаборатория в Палеонтологическия институт на Академията на науките.
Трудът на Ефремов „Тафономия“ заляга в основата на ново направление в палеонтологията, което позволява на базата на палеогеологически данни да се предскаже мястото, където могат да се открият изкопаеми остатъци; за този труд е награден с Държавната премия на СССР през 1959 г.

## Произведения
Първият му разказ, „Встреча над Тускаророй“ е публикуван през 1944 г. Първото голямо произведение на Ефремов е историческият роман „На краю Ойкумены“ (1949), скоро допълнен от втори том – „Путешествие Баурджеда“ (1953). Но най-голяма известност и признание му е донесъл романът „Туманность Андромеды“ (бълг. „Мъглявината Андромеда“) (1957) – философско-утопичен роман за комунистическото бъдеще на земната цивилизация, в което всеки свободно развива заложбите и талантите си. Този роман оказва голямо влияние на развитието на руската фантастика и на практика осигурява нейния първи разцвет през 60-те години.
През 1963 г. Ефремов издава романа „Лезвие бритвы“, а през 1968 г. излиза „Час Быка“ (бълг. „Часът на бика“), в който комунистическият свят от „Мъглявината Андромеда“ се сблъсква с антагонистичния му антиутопичен свят на планетата Торманс. Романът се оказал съвсем не по вкуса на тогавашното ръководство на страната, но не се решили да го забранят докато Ефремов е бил жив; едва след смъртта му през 1972 г. е бил забранен за предлагане в библиотеките. Тази акция съвпада по време с планомерното изместване от издателските планове на практически цялата социално насочена фантастика, изградена върху книгите на Ефремов.
Комунистическият идеализъм на Ефремов на моменти е по-близък до този на западните хипита, отколкото до съветския пост-сталински комунизъм. Космическият кораб на героите на „Мъглявината Андромеда“ се казва „Тантра“, а главният герой в „Острието на бръснача“, използва лизергинова киселина - ЛСД, за да помогне на свой приятел да се пренесе в съзнанието на праисторически ловец.

## Признание
На името на Иван Ефремов е учредена годишна награда (на списание „Уральский следопыт“), която се присъжда за принос в съветската фантастика.

## Любопитни факти
- Разказът „Сянката на миналото“ („Тень Минувшего“), написан през 1944 г. и издаден през 1945 г., описва обемно запаметяване и възпроизвеждане на изображение, по сроден с фотографска плака метод (случайно, вследствие игра на природата). Три години по-късно, през 1948 г. унгарско-британският физик Денис Габор открива теоретичните основи на холографията. Първите практически използваеми холограми от съвременен тип („дебела плака“) са създадени от съветския физик Юрий Денисюк през 1968 г. Денисюк твърди в интервюта, че е бил вдъхновен за откритието си от разказа на Ефремов.
- При първото предлагане за печат на „Мъглявината Андромеда“ – може би най-въздействащият химн и ода на комунистическото бъдеще, създаван някога във фантастиката – цензорът му казва, след като я прочита: „Виж какво, това са чужди работи. Защо не направиш действието да се развива някъде при капиталистите?“ По-късно, след смъртта на Ефремов, произведенията му са реално забранени от властта; мотивът е, че Ефремов не е „истински комунистически автор“...
- В повече от 40 държави съществуват фен клубове на фантастиката. Но само в България е на името на писателя: това е клуб Иван Ефремов